# Sicalis columbiana
Sicalis columbiana là một loài chim trong họ Thraupidae.